# کچب‌محله
کچپ محله روستایی از توابع هزارجریب شهرستان نکا
فاصله این روستا با شهر حدود ۷۵ کیلومتر می‌باشد.
این روستا بیشترین جمعیت و بزرگترین مساحت را در هزارجریب نکا دارد.

## جمعیت
این روستا در دهستان استخرپشت قرار دارد و براساس سرشماری مرکز آمار ایران در سال ۱۳۸۵، جمعیت آن ۹۷۱ نفر (۱۹۳خانوار) بوده‌است. مردم کچپ محله از قومیت طبری هستند. مردم کچپ محله به زبان طبری (مازندرانی) سخن میگویند.